# Atletismo adaptado

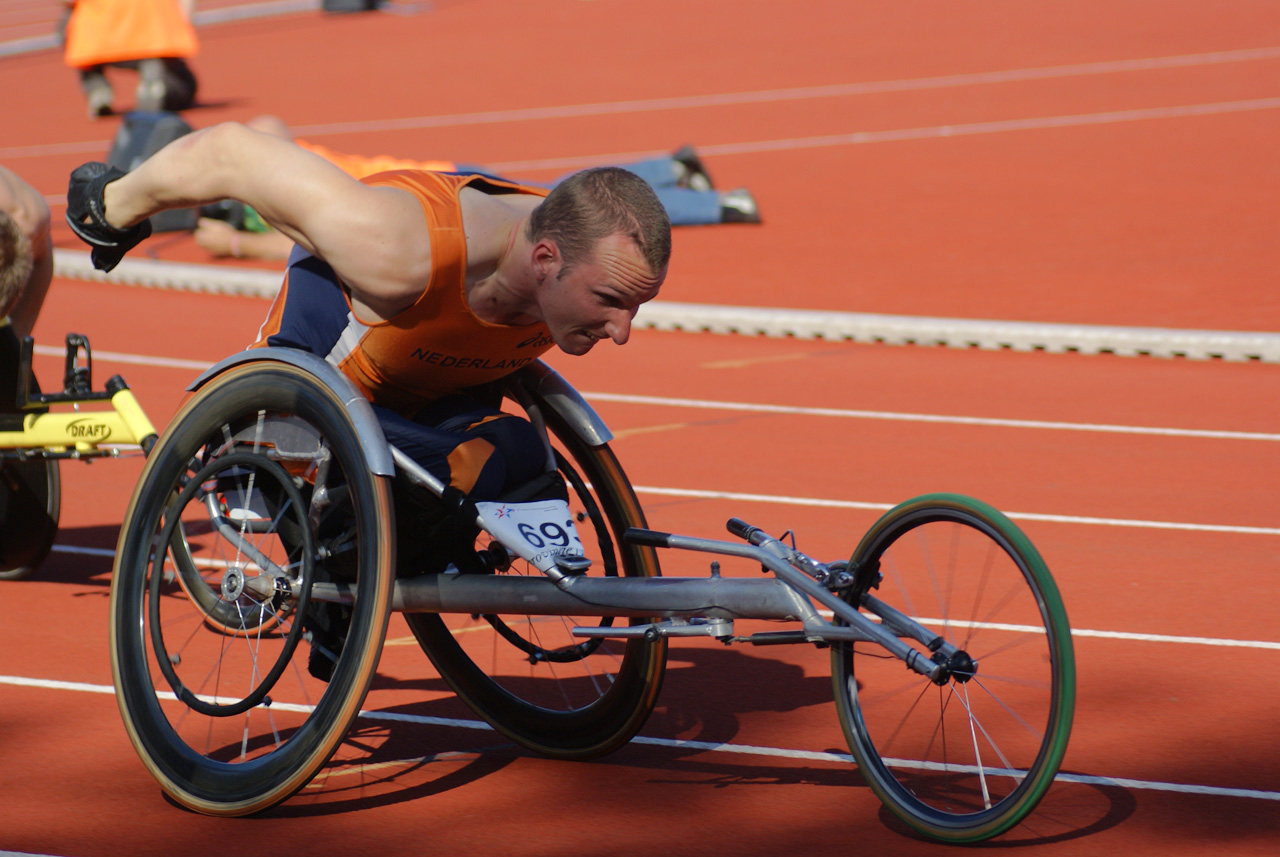
Kenny van Weeghel en su silla de carreras durante Campeonato del Mundo IPC 2006

El atletismo adaptado es un deporte practicado por atletas con discapacidad física e intelectual. Está regulado por el Comité Paralímpico Internacional (CPI) y es uno de los deportes de los juegos paralímpicos de verano desde los Juegos Paralímpicos  de 1960.

pictograma de Atletismo adaptado

## Historia
La primera competición del atletismo adaptado fue organizada en Stoke Mandeville (Inglaterra) en 1952 como parte de las carreras en silla de ruedas de los Stoke Mandeville Games organizados para los veteranos de la Segunda Guerra Mundial. Está en el programa de los juegos paralímpicos desde su primera edición, realizada en Roma en 1960. Las pruebas están destinadas a atletas con todo tipo de deficiencias, tanto en la categoría masculina como en la femenina.
Con el paso de los años se fueron añadiendo más modalidades de atletismo adaptado, lo que permitió que participasen más atletas. En los Juegos Paralímpicos de Londres 2012 participaron en torno a 1.100 atletas paralímpicos y se realizaron 170 pruebas diferentes.
En 2017 la ciudad de Londres fue sede del Campeonato Mundial de Atletismo Adaptado.

## Clasificación

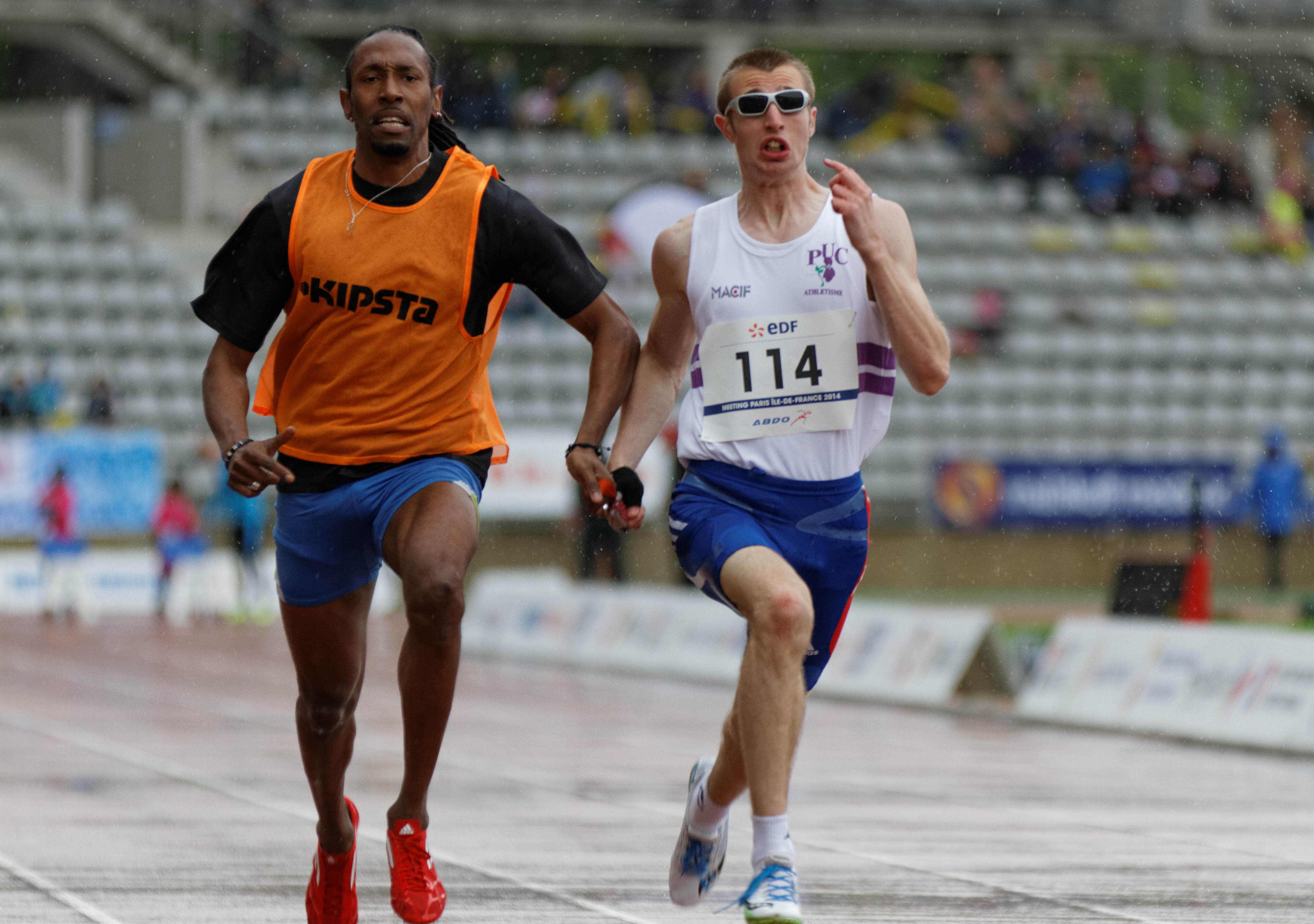
Timothée Adolphe y su guía Cédric Felip

Los atletas que participan en competiciones de élite están clasificados según su discapacidad. De esta manera se agrupan todos aquellos con una discapacidad similar en un mismo evento ―por ejemplo, una competición de atletismo de clase T12 agruparía atletas con deficiencia visual―.
| Clasificación | Descripción                                            |
| ------------- | ------------------------------------------------------ |
| F             | Atletas de campo.                                      |
| T             | Atletas de pista.                                      |
| 11-13         | Deficientes visuales, compiten acompañados de un guía. |
| 20            | Discapacidad intelectual.                              |
| 31-38         | Parálisis cerebral.                                    |
| 41-46         | Atletas con miembros amputados o con enanismo.         |
| 51-58         | Atletas en silla de ruedas.                            |

Las pruebas están divididas en: carreras (100 m, 200 m, etc.), saltos (salto de longitud, triple salto, etc.), lanzamiento (de peso, de dardo, etc.) y pentatlones.

## Equipamiento deportivo

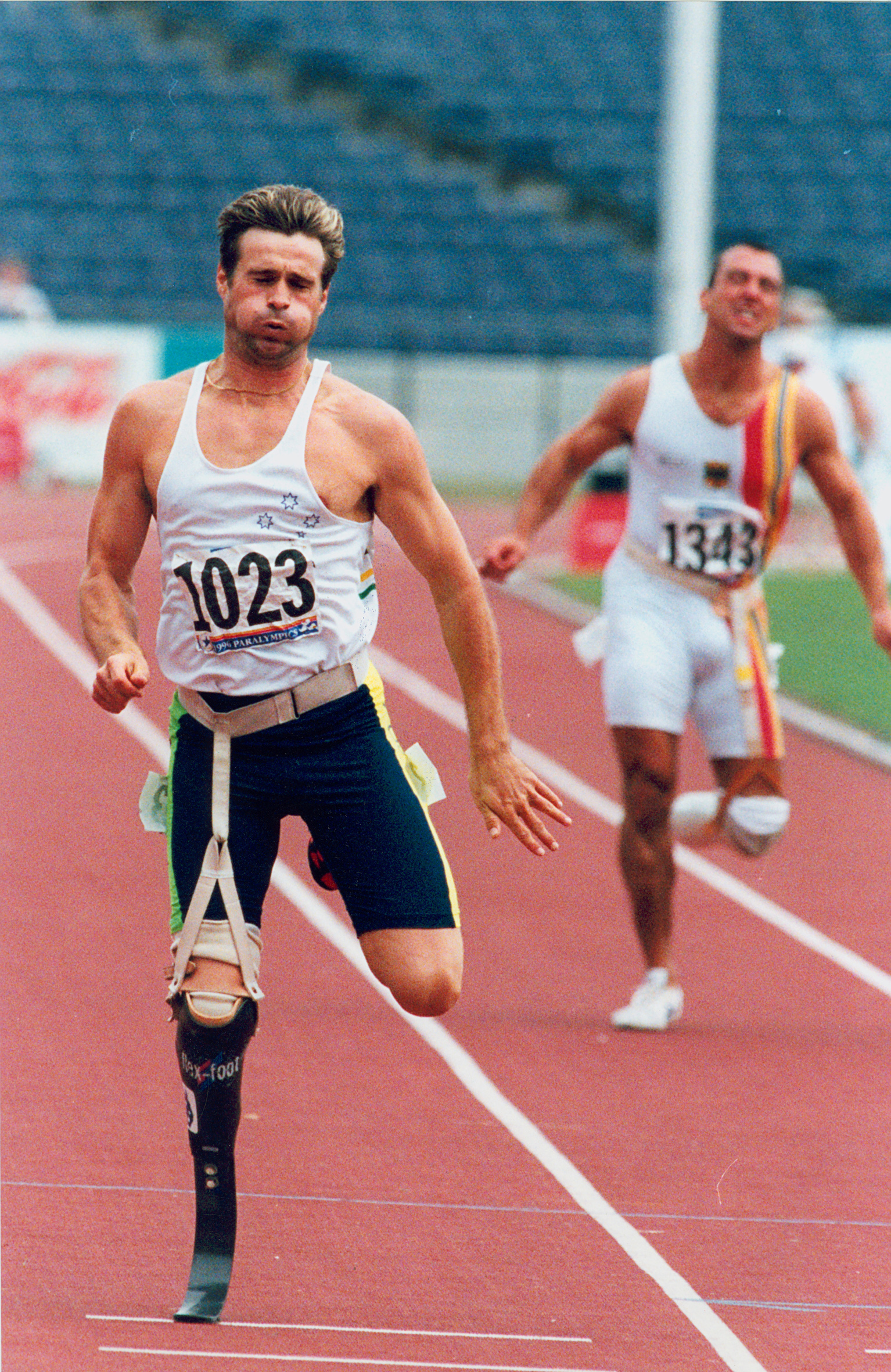
Neil Fuller, atleta australiano, en la prueba T44 200 m en los Juegos Paralímpicos de Atlanta 1996

El equipamiento varía según las necesidades del atleta, sin embargo, todos pueden utilizar los dispositivos de asistencia que señalan las reglas del Comité Paralímpico Internacional.Las sillas de ruedas son parte del equipamiento de los atletas, tanto en las pruebas de campo como las de pista. Estas tienen que ajustarse a las dimensiones y características que señalan las reglas del CPI; además, deben ser ligeras.
También están permitidas las prótesis en los atletas que tengan algún miembro amputado; tienen que estar diseñadas específicamente para las competiciones deportivas. Según las normas del CPI, la prótesis de una pierna solo es necesaria para las pruebas de pista, siendo opcional para las pruebas de campo.
Los atletas con deficiencia visual puede utilizar correas de cuerda u otros dispositivos para ir junto a sus guías. Las señales acústicas solo están permitidas para indicar las salidas, saltos u otras acciones puntuales.